# .pa
.pa è il dominio di primo livello nazionale assegnato a Panama.

## Dominio di secondo livello
Sono disponibili i seguenti domini di secondo livello:
- .ac.pa
- .edu.pa
- .net.pa
- .org.pa
- .gob.pa
- .sld.pa
- .nom.pa
- .abo.pa
- .ing.pa
- .med.pa